# Élections législatives de 2007 en Alsace
Les élections législatives de 2007 en Alsace sont une élection de la délégation alsacienne à l'Assemblée nationale dans le cadre du renouvellement général de juin 2007.
L'Alsace est considérée comme étant un des bastions les plus solides de la droite, ce qui fut notamment illustré par les régionales 2004, où l'Alsace fut la seule région de France métropolitaine à ne pas basculer à gauche. Au second tour de l'élection présidentielle française de 2007, le candidat UMP Nicolas Sarkozy y recueillit 65,5 % des suffrages exprimés, soit un score supérieur de plus de douze points à sa moyenne nationale.
Parmi les seize députés alsaciens sortants, quatorze appartenaient à l'UMP, un à l'UDF et un seul était étiqueté à gauche puisque membre du Parti socialiste.
Au terme du scrutin de 2007, les grands équilibres politiques n'ont pas été modifiés, l'UMP conservant sa position hégémonique. En effet, le parti au pouvoir garda ses quatorze sièges et le PS son seul et unique élu. Le député UDF sortant fut réélu sous l'étiquette Parti social libéral européen.
 (mai 2007).

## Résultats globaux
| Parti | Parti                             | Haut-Rhin | Haut-Rhin | Bas-Rhin | Bas-Rhin | Total  | Total |
| Parti | Parti                             | Sièges    | +/-       | Sièges   | +/-      | Sièges | +/-   |
| ----- | --------------------------------- | --------- | --------- | -------- | -------- | ------ | ----- |
|       | Union pour un Mouvement Populaire | 5         | -1        | 8        | 0        | 13     | -1    |
|       | Parti socialiste                  | 0         | 0         | 1        | 0        | 1      | 0     |
|       | Parti social libéral européen     | 1         | 0         | 0        | 0        | 1      | 0     |
|       | Divers droite                     | 1         | +1        | 0        | 0        | 1      | +1    |
| Total | Total                             | 7         | 7         | 9        | 9        | 16     | 16    |

## Bas-Rhin(67)
Lors de la XIIe législature, avaient été élus : un député PS (1re circ.), un député apparenté UMP (6e circ.), et sept députés UMP.

### 1recirconscription(Strasbourg centre et ouest)
|                                           | Parti           | Nom                        | Premier tour | Premier tour    | Premier tour | Second tour | Second tour | Second tour |
| Voix                                      | Parti           | Nom                        | %            | %               | Voix         | %           | %           |             |
| Voix                                      | Parti           | Nom                        | Exprimés     | Inscrits        | Voix         | Exprimés    | Inscrits    |             |
| ----------------------------------------- | --------------- | -------------------------- | ------------ | --------------- | ------------ | ----------- | ----------- | ----------- |
|                                           | PS              | Armand Jung, sortant réélu | 9 718        | 32,96 %         | 18,45 %      | 15 994      | 56,27 %     | 30,37 %     |
|                                           | UMP             | Frédérique Loutrel         | 9 191        | 31,17 %         | 17,45 %      | 12 428      | 43,73 %     | 23,6 %      |
|                                           | MoDem           | Chantal Cutajar            | 3 461        | 11,74 %         | 6,57 %       |             |             |             |
|                                           | diss. UMP       | Martine Calderoli-Lotz     | 2 489        | 8,44 %          | 4,73 %       |             |             |             |
|                                           | Verts           | Laurent Fritz              | 1 426        | 4,84 %          | 2,71 %       |             |             |             |
|                                           | FN              | Bernadette Brenner         | 939          | 3,18 %          | 1,78 %       |             |             |             |
|                                           | LCR             | Antonio Gomez              | 673          | 2,28 %          | 1,28 %       |             |             |             |
|                                           | MEI             | Françoise Werckmann        | 416          | 1,41 %          | 0,79 %       |             |             |             |
|                                           | PCF             | Christian Grosse           | 345          | 1,17 %          | 0,66 %       |             |             |             |
|                                           | FA              | Sonia J. Fath              | 214          | 0,73 %          | 0,41 %       |             |             |             |
|                                           | MRP             | Jean-Luc Schaffhauser      | 190          | 0,64 %          | 0,36 %       |             |             |             |
|                                           | Divers          | Jacques Barthel            | 157          | 0,53 %          | 0,30 %       |             |             |             |
|                                           | LO              | Pierrette Morinaud         | 140          | 0,47 %          | 0,27 %       |             |             |             |
|                                           | MNR             | Stéphanie Brasseur         | 125          | 0,42 %          | 0,24 %       |             |             |             |
|                                           |                 | Total exprimés             | 29 484       | -               | 55,98 %      | 28 422      | -           | 53,96 %     |
| Total votants : exprimés + blancs ou nuls | 29 739 (255)    | -                          | 56,46 %      | 28 964 (542)    | -            | 54,99 %     |             |             |
| Total inscrits : votants + abstentions    | 52 670 (22 931) | -                          | 100,00 %     | 52 672 (23 708) | -            | 100,00 %    |             |             |

### 2ecirconscription(Strasbourg sud)
|                                                 | Parti           | Nom                                     | Premier tour | Premier tour | Premier tour | Second tour | Second tour | Second tour |
| Voix                                            | Parti           | Nom                                     | %            | %            | Voix         | %           | %           |             |
| Voix                                            | Parti           | Nom                                     | Exprimés     | Inscrits     | Voix         | Exprimés    | Inscrits    |             |
| ----------------------------------------------- | --------------- | --------------------------------------- | ------------ | ------------ | ------------ | ----------- | ----------- | ----------- |
|                                                 | UMP             | Jean-Philippe Maurer, suppléant sortant | 10 797       | 38,87 %      | 20,65 %      | 13211       | 51,32 %     | 25,65 %     |
|                                                 | PS              | Philippe Bies                           | 7 100        | 25,56 %      | 13,58 %      | 12530       | 48,68 %     | 24,33 %     |
|                                                 | MoDem           | Pascale Jurdant-Pfeiffer                | 3 799        | 13,68 %      | 7,26 %       |             |             |             |
|                                                 | Verts           | Yann Wehrling                           | 1 642        | 5,91 %       | 3,14 %       |             |             |             |
|                                                 | FN              | Xavier Codderens                        | 1 258        | 4,53 %       | 2,41 %       |             |             |             |
|                                                 | MEI             | Francis Lalanne                         | 975          | 3,51 %       | 1,86 %       |             |             |             |
|                                                 | PCF             | Jean-Baptiste Metz                      | 413          | 1,49 %       | 0,79 %       |             |             |             |
|                                                 | PMF             | Mohamed Er Rachidi                      | 334          | 1,20 %       | 0,64 %       |             |             |             |
|                                                 | GA              | Philippe Morel                          | 273          | 0,98 %       | 0,52 %       |             |             |             |
|                                                 | FA              | François-Joseph Mayer                   | 220          | 0,79 %       | 0,42 %       |             |             |             |
|                                                 | LO              | Roland Robert                           | 214          | 0,77 %       | 0,41 %       |             |             |             |
|                                                 | MRP             | Patrick Beaufrère                       | 151          | 0,54 %       | 0,29 %       |             |             |             |
|                                                 | Divers          | Armand Tenesso                          | 137          | 0,49 %       | 0,26 %       |             |             |             |
|                                                 | PT              | Valérie Broussolle                      | 101          | 0,36 %       | 0,19 %       |             |             |             |
|                                                 | MRC             | Michèle Depret                          | 79           | 0,28 %       | 0,15 %       |             |             |             |
|                                                 | Plateforme 2007 | François Bunner                         | 77           | 0,28 %       | 0,15 %       |             |             |             |
|                                                 |                 | Total exprimés                          | 27 776       | -            | 53,11 %      |             |             |             |
| Total votants : exprimés + blancs ou nuls (256) | 28 032          | -                                       | 53,60 %      |              |              |             |             |             |
| Total inscrits : votants + abstentions (24 264) | 52 296          | -                                       | 100,00 %     |              |              |             |             |             |

### 3ecirconscription(Strasbourg nord, Schiltigheim, Bischheim, Hœnheim)
|                                                 | Parti  | Nom                        | Premier tour | Premier tour | Premier tour | Second tour | Second tour | Second tour |
| Voix                                            | Parti  | Nom                        | %            | %            | Voix         | %           | %           |             |
| Voix                                            | Parti  | Nom                        | Exprimés     | Inscrits     | Voix         | Exprimés    | Inscrits    |             |
| ----------------------------------------------- | ------ | -------------------------- | ------------ | ------------ | ------------ | ----------- | ----------- | ----------- |
|                                                 | UMP    | André Schneider, sortant   | 16 154       | 47,18 %      | 24,15 %      | 18154       | 57,75 %     | 27,14 %     |
|                                                 | PS     | Zoubida Naïli              | 7 133        | 20,83 %      | 10,66 %      | 13284       | 42,25 %     | 19,86 %     |
|                                                 | MoDem  | Bornia Tarall              | 3 515        | 10,27 %      | 5,26 %       |             |             |             |
|                                                 | Verts  | Andrée Buchmann            | 1 920        | 5,61 %       | 2,87 %       |             |             |             |
|                                                 | PMF    | Mohamed Latrèche           | 788          | 2,30 %       | 1,18 %       |             |             |             |
|                                                 | LCR    | Jean-Luc Muller            | 714          | 2,09 %       | 1,07 %       |             |             |             |
|                                                 | MEI    | Jacques Werckmann          | 479          | 1,40 %       | 0,72 %       |             |             |             |
|                                                 | UÉS    | Claude Weber               | 473          | 1,38 %       | 0,71 %       |             |             |             |
|                                                 | LO     | Marie-Claire Lechêne       | 325          | 0,95 %       | 0,49 %       |             |             |             |
|                                                 | PCF    | Julien Gorrand             | 319          | 0,93 %       | 0,48 %       |             |             |             |
|                                                 | FA     | Dominique Jobredeaux       | 252          | 0,74 %       | 0,38 %       |             |             |             |
|                                                 | MNR    | David Jacquart             | 216          | 0,63 %       | 0,32 %       |             |             |             |
|                                                 | CI     | Yasmina Benchohra-Sadarnac | 113          | 0,33 %       | 0,17 %       |             |             |             |
|                                                 |        | Total exprimés             | 34 236       | -            | 51,18 %      |             |             |             |
| Total votants : exprimés + blancs ou nuls (418) | 34 654 | -                          | 51,81 %      |              |              |             |             |             |
| Total inscrits : votants + abstentions (32 234) | 66 888 | -                          | 100,00 %     |              |              |             |             |             |

### 4ecirconscription(Geispolsheim, Illkirch-Graffenstaden, Mundolsheim, Truchtersheim)
|                                                 | Parti   | Nom                                                                                               | Premier tour | Premier tour | Premier tour |
| Voix                                            | Parti   | Nom                                                                                               | %            | %            |              |
| Voix                                            | Parti   | Nom                                                                                               | Exprimés     | Inscrits     |              |
| ----------------------------------------------- | ------- | ------------------------------------------------------------------------------------------------- | ------------ | ------------ | ------------ |
|                                                 | UMP     | Yves Bur, sortant                                                                                 | 36 365       | 56,84 %      | 31,88 %      |
|                                                 | PS      | Claude Froehly, adjoint au maire d'Illkirch-Graffenstaden, conseiller communautaire de Strasbourg | 10 078       | 15,75 %      | 8,84 %       |
|                                                 | MoDem   | Anne Meunier                                                                                      | 7 123        | 11,13 %      | 6,25 %       |
|                                                 | Verts   | Jacques Fernique, conseiller régional et conseiller municipal de Geispolsheim                     | 3 349        | 5,23 %       | 2,94 %       |
|                                                 | FN      | Marie-Madeleine Heitz                                                                             | 3 235        | 5,06 %       | 2,84 %       |
|                                                 | MEI     | Fabien Foesser                                                                                    | 1 147        | 1,79 %       | 1,01 %       |
|                                                 | LCR     | Michel Oswald                                                                                     | 927          | 1,45 %       | 0,81 %       |
|                                                 | FA      | Anthony Meckert                                                                                   | 550          | 0,86 %       | 0,48 %       |
|                                                 | MNR     | Frédéric Lalande                                                                                  | 459          | 0,72 %       | 0,40 %       |
|                                                 | PCF     | Ariane Henry                                                                                      | 381          | 0,60 %       | 0,33 %       |
|                                                 | LO      | Marc Baud-Berthier                                                                                | 366          | 0,57 %       | 0,32 %       |
|                                                 |         | Total exprimés                                                                                    | 63 980       | -            | 53,11 %      |
| Total votants : exprimés + blancs ou nuls (957) | 64 937  | -                                                                                                 | 53,60 %      |              |              |
| Total inscrits : votants + abstentions (49 115) | 114 052 | -                                                                                                 | 100,00 %     |              |              |

### 5ecirconscription(Barr, Benfeld, Erstein, Marckolsheim, Obernai, Sélestat)
|                                                   | Parti  | Nom | Premier tour | Premier tour | Premier tour |
| Voix                                              | Parti  | Nom | %            | %            |              |
| Voix                                              | Parti  | Nom | Exprimés     | Inscrits     |              |
| ------------------------------------------------- | ------ | --- | ------------ | ------------ | ------------ |
|                                                   | UMP    | Antoine Herth, sortant | 31 277       | 58,01 %      | 31,56 %      |
|                                                   | MoDem  | Danièle Meyer, 58 ans, conseillère régionale, maire de Rhinau | 6 812        | 12,63 %      | 6,87 %       |
|                                                   | PS     | Christiane Hamman, en conflit avec la candidature de Gabrielle Domin qui est "parachutée" depuis Paris. Etant née et habitante de Sélestat, elle maintient sa candidature malgré tout. | 5 566        | 10,32 %      | 5,61 %       |
|                                                   | FN     | Christian Cotelle, 57 ans, conseiller régional | 3 606        | 6,69 %       | 3,64 %       |
|                                                   | Verts  | Michèle Gartner, 55 ans, membre du Conseil national des Verts | 1 885        | 3,50 %       | 1,9 %        |
|                                                   | MEI    | Clément Renaudet, 59 ans | 1 258        | 2,33 %       | 1,27 %       |
|                                                   | CNIP   | Monique Funck, 50 ans | 742          | 1,38 %       | 0,75 %       |
|                                                   | LO     | Patrick Dutter, 46 ans | 715          | 1,33 %       | 0,72 %       |
|                                                   | LCR    | Marie-Claude Richez, 58 ans | 680          | 1,26 %       | 0,69 %       |
|                                                   | FA     | Auguste Bildstein | 452          | 0,84 %       | 0,46 %       |
|                                                   | MNR    | Edmond Guillet | 374          | 0,69 %       | 0,38 %       |
|                                                   | PCF    | Jean-Louis Kubiak | 339          | 0,63 %       | 0,34 %       |
|                                                   | PRG    | Gabrielle Domin, 58 ans | 213          | 0,40 %       | 0,21 %       |
|                                                   |        | Total exprimés | 53 919       | -            | 54,41 %      |
| Total votants : exprimés + blancs ou nuls (1 434) | 55 353 | - | 55,86 %      |              |              |
| Total inscrits : votants + abstentions (43 738)   | 99 091 | - | 100,00 %     |              |              |

### 6ecirconscription(Saales, Schirmeck, Molsheim, Rosheim, Villé, Wasselonne)
|                                                 | Parti  | Nom                                                    | Premier tour | Premier tour | Premier tour |
| Voix                                            | Parti  | Nom                                                    | %            | %            |              |
| Voix                                            | Parti  | Nom                                                    | Exprimés     | Inscrits     |              |
| ----------------------------------------------- | ------ | ------------------------------------------------------ | ------------ | ------------ | ------------ |
|                                                 | UMP    | Alain Ferry, sortant                                   | 31 097       | 67,38 %      | 38,48 %      |
|                                                 | MoDem  | Cédric Baillet, 31 ans                                 | 4 293        | 09,30 %      | 05,31 %      |
|                                                 | PS     | Marie Madeleine Iantzen, 55 ans, conseillère régionale | 3 883        | 08,41 %      | 04,80 %      |
|                                                 | FN     | Nathalie Tomasi, 45 ans, conseillère régionale         | 2 444        | 05,30 %      | 03,02 %      |
|                                                 | Verts  | Mireille Metz, 58 ans                                  | 1 708        | 03,70 %      | 02,11 %      |
|                                                 | LCR    | Valérie Acker, 34 ans                                  | 717          | 01,55 %      | 00,89 %      |
|                                                 | MEI    | Marie-Noëlle Eastes, 60 ans                            | 489          | 01,06 %      | 00,61 %      |
|                                                 | PCF    | Joël Allain, 59 ans                                    | 410          | 00,89 %      | 00,51 %      |
|                                                 | FA     | Bernadette Lutz, 59 ans                                | 407          | 00,88 %      | 00,50 %      |
|                                                 | LO     | Jean Meyer, 50 ans                                     | 386          | 00,84 %      | 00,48 %      |
|                                                 | MNR    | Marie-Jeanne Mailley, 38 ans                           | 319          | 00,69 %      | 00,39 %      |
|                                                 |        | Total exprimés                                         | 46 153       | -            | 57,11 %      |
| Total votants : exprimés + blancs ou nuls (776) | 46 929 | -                                                      | 58,07 %      |              |              |
| Total inscrits : votants + abstentions (33 886) | 80 815 | -                                                      | 100,00 %     |              |              |

### 7ecirconscription(Bouxwiller, Drulingen, La Petite-Pierre, Hochfelden, Sarre-Union, Marmoutier, Saverne)
|                                           | Parti  | Nom                                                                               | Premier tour | Premier tour | Premier tour |
| Voix                                      | Parti  | Nom                                                                               | %            | %            |              |
| Voix                                      | Parti  | Nom                                                                               | Exprimés     | Inscrits     |              |
| ----------------------------------------- | ------ | --------------------------------------------------------------------------------- | ------------ | ------------ | ------------ |
|                                           | UMP    | Émile Blessig, sortant                                                            | 27 269       | 60,49 %      | 32,92 %      |
|                                           | MoDem  | Thierry Carbiener, 49 ans, maire de Saverne                                       | 6 592        | 14,62 %      | 7,96 %       |
|                                           | PS     | Pascale Delorme                                                                   | 2 949        | 6,54 %       | 3,56 %       |
|                                           | FN     | Robert Martig, 58 ans                                                             | 2 939        | 6,52 %       | 3,55 %       |
|                                           | Verts  | Marie-Madeleine Braud, 63 ans                                                     | 2 171        | 4,82 %       | 2,62 %       |
|                                           | MEI    | Fabienne Schnitzler, 51 ans                                                       | 741          | 1,64 %       | 0,89 %       |
|                                           | LO     | Liliane Bas                                                                       | 676          | 1,50 %       | 0,82 %       |
|                                           | PCF    | Hervé Thérouze Collectifs antilibéraux, soutenus par le Parti communiste français | 526          | 1,17 %       | 0,64 %       |
|                                           | PT     | Georges Hoffmann                                                                  | 470          | 1,04 %       | 0,57 %       |
|                                           | FA     | Yves Queneville                                                                   | 425          | 0,94 %       | 0,51 %       |
|                                           | MNR    | Evelyne Hamm                                                                      | 322          | 0,71 %       | 0,39 %       |
|                                           |        | Total exprimés                                                                    | 45 080       | -            | 54,42 %      |
| Total votants : exprimés + blancs ou nuls | 46 212 | -                                                                                 | 55,79 %      |              |              |
| Total inscrits : votants + abstentions    | 82 832 | -                                                                                 | 100,00 %     |              |              |

### 8ecirconscription(Lauterbourg, Niederbronn-les-Bains, Seltz, Soultz-sous-Forêts, Wissembourg, Wœrth)
|                                               | Parti           | Nom                                                | Premier tour | Premier tour | Premier tour | Second tour | Second tour | Second tour |         |
| Voix                                          | Parti           | Nom                                                | %            | %            | Voix         | %           | %           |             |         |
| Voix                                          | Parti           | Nom                                                | Exprimés     | Inscrits     | Voix         | Exprimés    | Inscrits    |             |         |
| --------------------------------------------- | --------------- | -------------------------------------------------- | ------------ | ------------ | ------------ | ----------- | ----------- | ----------- | ------- |
|                                               | UMP             | Frédéric Reiss, sortant                            | 0            | 00,00 %      | 00,00 %      | 0           | 00,00 %     | 00,00 %     |         |
|                                               | MNR             | Gabriel Bastian                                    | 0            | 00,00 %      | 00,00 %      | 0           | 00,00 %     | 00,00 %     |         |
|                                               | Plateforme 2007 | Christophe Bord , 30 ans                           | 0            | 00,00 %      | 00,00 %      | 0           | 00,00 %     | 00,00 %     |         |
|                                               | FN              | Laurent Gnaedig, 37 ans                            | 0            | 00,00 %      | 00,00 %      | 0           | 00,00 %     | 00,00 %     |         |
|                                               | LO              | Catherine Gsell, 41 ans                            | 0            | 00,00 %      | 00,00 %      | 0           | 00,00 %     | 00,00 %     |         |
|                                               | MoDem           | Thomas Joerger, conseiller municipal de Leutenheim | 0            | 00,00 %      | 00,00 %      | 0           | 00,00 %     | 00,00 %     |         |
|                                               | Verts           | Songul Kiraz, 24 ans                               | Les Verts    | 0            | 00,00 %      | 00,00 %     | 0           | 00,00 %     | 00,00 % |
|                                               | FA              | Jean-Philippe Martin                               | 0            | 00,00 %      | 00,00 %      | 0           | 00,00 %     | 00,00 %     |         |
|                                               | PS              | Ambroise Perrin, 54 ans                            | 0            | 00,00 %      | 00,00 %      | 0           | 00,00 %     | 00,00 %     |         |
|                                               |                 | Total exprimés                                     | 0            | -            | 00,00 %      |             |             |             |         |
| Total votants : exprimés + blancs ou nuls (0) | 0               | -                                                  | 55,95 %      |              |              |             |             |             |         |
| Total inscrits : votants + abstentions (0)    | 0               | -                                                  | 100,00 %     |              |              |             |             |             |         |

### 9ecirconscription(Haguenau, Brumath, Bischwiller)
|                                               | Parti  | Nom                                                              | Premier tour                     | Premier tour | Premier tour | Second tour | Second tour | Second tour |
| Voix                                          | Parti  | Nom                                                              | %                                | %            | Voix         | %           | %           |             |
| Voix                                          | Parti  | Nom                                                              | Exprimés                         | Inscrits     | Voix         | Exprimés    | Inscrits    |             |
| --------------------------------------------- | ------ | ---------------------------------------------------------------- | -------------------------------- | ------------ | ------------ | ----------- | ----------- | ----------- |
|                                               | UMP    | François Loos, député élu dans la 8e Circonscription en 2002     | UMP                              | 32 011       | 56,55 %      |             |             |             |
|                                               | MoDem  | Claude Kern, 48 ans, maire de Gries                              | UDF-MoDem                        | 10 853       | 19,17 %      |             |             |             |
|                                               | PS     | Leilla Witzmann, conseillère municipale d'opposition de Haguenau | PS                               | 4 675        | 8,26 %       |             |             |             |
|                                               | FN     | Jean-Claude Altherr, 49 ans                                      | Front national                   | 3 553        | 6,28 %       |             |             |             |
|                                               | Verts  | Robert Lindeckert                                                | Les Verts                        | 1 842        | 3,25 %       |             |             |             |
|                                               | LCR    | Marion Greib, enseignante, 29 ans                                | LCR                              | 1 006        | 1,78 %       |             |             |             |
|                                               | MEI    | Christian Weinzorn, 60 ans                                       | Mouvement écologiste indépendant | 655          | 1,16 %       |             |             |             |
|                                               | MPF    | Jérôme Feuerstein, 25 ans employé                                | Mouvement pour la France         | 516          | 0,91 %       |             |             |             |
|                                               | MNR    | Christian Fischer                                                | MNR                              | 487          | 0,86 %       |             |             |             |
|                                               | FA     | Lydia Landeshaupt, 54 ans, traductrice et professeur de Yoga     | La France en action              | 463          | 0,82 %       |             |             |             |
|                                               | LO     | Georges Dizdarevic                                               | LO                               | 404          | 0,71 %       |             |             |             |
|                                               | Divers | Benoît Meyer                                                     |                                  | 138          | 0,24 %       |             |             |             |
|                                               |        | Total exprimés                                                   | 0                                | -            | 00,00 %      |             |             |             |
| Total votants : exprimés + blancs ou nuls (0) | 0      | -                                                                | 55,95 %                          |              |              |             |             |             |
| Total inscrits : votants + abstentions (0)    | 0      | -                                                                | 100,00 %                         |              |              |             |             |             |

## Haut-Rhin(68)
Lors de la XIIe législature, avaient été élus : un député UDF (6e circ.) et six députés UMP.

### 1recirconscription(Andolsheim, Colmar, Neuf-Brisach)
|                                               | Parti | Nom | Premier tour                     | Premier tour | Premier tour | Second tour | Second tour | Second tour |
| Voix                                          | Parti | Nom | %                                | %            | Voix         | %           | %           |             |
| Voix                                          | Parti | Nom | Exprimés                         | Inscrits     | Voix         | Exprimés    | Inscrits    |             |
| --------------------------------------------- | ----- | --- | -------------------------------- | ------------ | ------------ | ----------- | ----------- | ----------- |
|                                               | UMP   | Gilbert Meyer, 66 ans sortant | UMP                              | 12894        | 31,59 %      |             |             |             |
|                                               | DVD   | Eric Straumann, 42 ans, maire de Houssen, vice-président de la Communauté d'agglomération de Colmar, conseiller Général du Canton d'Andolsheim | Divers droite                    | 12426        | 30,44 %      |             |             |             |
|                                               | PS    | Hubert Miehé, 60 ans, conseiller général pour le Canton de Neuf-Brisach                                                                        | PS                               | 6189         | 15,16 %      |             |             |             |
|                                               | MoDem | Odile Uhlrich-Mallet, 40 ans, vice-présidente du Conseil régional d'Alsace, conseillère municipale de Colmar                                   | UDF-MoDem                        | 4329         | 10,60 %      |             |             |             |
|                                               | PRG   | Laëtitia Rabih, 34 ans, conseillère municipale et communautaire de Colmar                                                                      | PRG                              | 355          | 0,87 %       |             |             |             |
|                                               | Verts | Frédéric Hilbert,37 ans, assistant social | Les Verts                        | 1373         | 3,36 %       |             |             |             |
|                                               | LO    | Christian Rousset | LO                               | 544          | 1,33 %       |             |             |             |
|                                               | MEI   | Nathalie Villette Kuntz | Mouvement écologiste indépendant | 557          | 1,36 %       |             |             |             |
|                                               | FA    | Gabrielle Krau | La France en action              | 309          | 0,76 %       |             |             |             |
|                                               | MNR   | Gilles FEVRE | MNR                              | 248          | 0,61 %       |             |             |             |
|                                               | FN    | Patricia BADAIRE | Front national                   | 1597         | 3,91 %       |             |             |             |
|                                               |       | Total exprimés | 0                                | -            | 00,00 %      |             |             |             |
| Total votants : exprimés + blancs ou nuls (0) | 0     | - | 55,95 %                          |              |              |             |             |             |
| Total inscrits : votants + abstentions (0)    | 0     | - | 100,00 %                         |              |              |             |             |             |

### 2ecirconscription(Kaysersberg, Lapoutroie, Munster, Ribeauvillé, Rouffach,Sainte-Marie-aux-Mines, Wintzenheim)
|                                               | Parti            | Nom                                                                                           | Premier tour | Premier tour | Premier tour | Second tour | Second tour | Second tour |
| Voix                                          | Parti            | Nom                                                                                           | %            | %            | Voix         | %           | %           |             |
| Voix                                          | Parti            | Nom                                                                                           | Exprimés     | Inscrits     | Voix         | Exprimés    | Inscrits    |             |
| --------------------------------------------- | ---------------- | --------------------------------------------------------------------------------------------- | ------------ | ------------ | ------------ | ----------- | ----------- | ----------- |
|                                               | UMP              | Jean-Louis Christ, sortant                                                                    | 0            | 00,00 %      | 00,00 %      | 0           | 00,00 %     | 00,00 %     |
|                                               | PS               | Daniell Rubrecht, 44 ans, conseillère municipale de Turckheim                                 | 0            | 00,00 %      | 00,00 %      | 0           | 00,00 %     | 00,00 %     |
|                                               | MoDem            | Thierry Speitel, 44 ans, maire de Sigolsheim                                                  | 0            | 00,00 %      | 00,00 %      | 0           | 00,00 %     | 00,00 %     |
|                                               | MoDem            | Philippe Arnold, dissident                                                                    | 0            | 00,00 %      | 00,00 %      | 0           | 00,00 %     | 00,00 %     |
|                                               | PRG              | Jean-Claude Delbarre, 63 ans                                                                  | 0            | 00,00 %      | 00,00 %      | 0           | 00,00 %     | 00,00 %     |
|                                               | Verts            | Christophe Hartmann                                                                           | 0            | 00,00 %      | 00,00 %      | 0           | 00,00 %     | 00,00 %     |
|                                               | Altermondialiste | Henri Stoll, 51 ans, maire de Kaysersberg et conseiller général pour le Canton de Kaysersberg | 0            | 00,00 %      | 00,00 %      | 0           | 00,00 %     | 00,00 %     |
|                                               | LO               | Philippe Soucier                                                                              | 0            | 00,00 %      | 00,00 %      | 0           | 00,00 %     | 00,00 %     |
|                                               | MEI              | Sylvie Kletty, 51 ans                                                                         | 0            | 00,00 %      | 00,00 %      | 0           | 00,00 %     | 00,00 %     |
|                                               | FA               | Yves Baccicheti                                                                               | 0            | 00,00 %      | 00,00 %      | 0           | 00,00 %     | 00,00 %     |
|                                               | MNR              | Amaury Blauchet                                                                               | 0            | 00,00 %      | 00,00 %      | 0           | 00,00 %     | 00,00 %     |
|                                               |                  | Total exprimés                                                                                | 0            | -            | 00,00 %      |             |             |             |
| Total votants : exprimés + blancs ou nuls (0) | 0                | -                                                                                             | 55,95 %      |              |              |             |             |             |
| Total inscrits : votants + abstentions (0)    | 0                | -                                                                                             | 100,00 %     |              |              |             |             |             |

### 3ecirconscription(Altkirch, Dannemarie, Ferrette, Hirsingue, Masevaux, Saint-Amarin, Thann)
|                                               | Parti           | Nom                                                                              | Premier tour | Premier tour | Premier tour | Second tour | Second tour | Second tour |
| Voix                                          | Parti           | Nom                                                                              | %            | %            | Voix         | %           | %           |             |
| Voix                                          | Parti           | Nom                                                                              | Exprimés     | Inscrits     | Voix         | Exprimés    | Inscrits    |             |
| --------------------------------------------- | --------------- | -------------------------------------------------------------------------------- | ------------ | ------------ | ------------ | ----------- | ----------- | ----------- |
|                                               | MoDem           | Jacqueline Bleny-Wadel, conseillère municipale à Altkirch                        | 0            | 00,00 %      | 00,00 %      | 0           | 00,00 %     | 00,00 %     |
|                                               | MPF             | Nicolas Boder                                                                    | 0            | 00,00 %      | 00,00 %      | 0           | 00,00 %     | 00,00 %     |
|                                               | PS              | Martine Diffor, 39 ans, conseillère régionale                                    | 0            | 00,00 %      | 00,00 %      | 0           | 00,00 %     | 00,00 %     |
|                                               | PCF             | Bayah Hallal                                                                     | 0            | 00,00 %      | 00,00 %      | 0           | 00,00 %     | 00,00 %     |
|                                               | Verts           | Michel Knoerr                                                                    | 0            | 00,00 %      | 00,00 %      | 0           | 00,00 %     | 00,00 %     |
|                                               | Plateforme 2007 | Mathieu Lavarenne, 30 ans, conseiller municipal à Mooslargue                     | 0            | 00,00 %      | 00,00 %      | 0           | 00,00 %     | 00,00 %     |
|                                               | LO              | Nathalie Mulot                                                                   | 0            | 00,00 %      | 00,00 %      | 0           | 00,00 %     | 00,00 %     |
|                                               | UMP             | Jean-Luc Reitzer, sortant                                                        | 0            | 00,00 %      | 00,00 %      | 0           | 00,00 %     | 00,00 %     |
|                                               | FN              | Marie-Louise Schueller                                                           | 0            | 00,00 %      | 00,00 %      | 0           | 00,00 %     | 00,00 %     |
|                                               | FA              | Christine Thomas                                                                 | 0            | 00,00 %      | 00,00 %      | 0           | 00,00 %     | 00,00 %     |
|                                               | MEI             | Antoine Waechter                                                                 | 0            | 00,00 %      | 00,00 %      | 0           | 00,00 %     | 00,00 %     |
|                                               | UPA             | Daniel Willmé Union du peuple alsacien (membre de Régions et peuples solidaires) | 0            | 00,00 %      | 00,00 %      | 0           | 00,00 %     | 00,00 %     |
|                                               |                 | Total exprimés                                                                   | 0            | -            | 00,00 %      |             |             |             |
| Total votants : exprimés + blancs ou nuls (0) | 0               | -                                                                                | 55,95 %      |              |              |             |             |             |
| Total inscrits : votants + abstentions (0)    | 0               | -                                                                                | 100,00 %     |              |              |             |             |             |

### 4ecirconscription(Habsheim, Huningue, Sierentz)
|                                                 | Parti     | Nom                       | Premier tour | Premier tour | Premier tour |
| Voix                                            | Parti     | Nom                       | %            | %            |              |
| Voix                                            | Parti     | Nom                       | Exprimés     | Inscrits     |              |
| ----------------------------------------------- | --------- | ------------------------- | ------------ | ------------ | ------------ |
|                                                 | UMP       | Jean Ueberschlag, sortant | 22 717       | 58,84 %      | 31,24 %      |
|                                                 | PS        | Maud Raber, 26 ans        | 5 398        | 13,98 %      | 7,42 %       |
|                                                 | MoDem     | Patrick Striby, 38 ans    | 3 754        | 9,72 %       | 5,16 %       |
|                                                 | FN        | René Curan                | 2 557        | 6,62 %       | 3,52 %       |
|                                                 | Verts     | Émilie Dis-Joubert        | 1 254        | 3,25 %       | 1,72 %       |
|                                                 | MEI       | Colette Marchal, 47 ans   | 1 013        | 2,62 %       | 1,39 %       |
|                                                 | LCR       | Thierry Brunsperger       | 652          | 1,69 %       | 0,90 %       |
|                                                 | DVD       | Michel Parra              | 417          | 1,08 %       | 0,57 %       |
|                                                 | PCF       | Thierry Dupond            | 373          | 0,97 %       | 0,51 %       |
|                                                 | LO        | Wilfrid Damgé             | 276          | 0,71 %       | 0,38 %       |
|                                                 | Divers    | Serge Sonnino             | 93           | 0,24 %       | 0,13 %       |
|                                                 | RIC       | Roger Stehlin, 58 ans     | 56           | 0,15 %       | 0,08 %       |
|                                                 | diss. UMP | Hervé Schoner             | 49           | 0,13 %       | 0,07 %       |
|                                                 |           | Total exprimés            | 38 609       | -            | 53,10 %      |
| Total votants : exprimés + blancs ou nuls (998) | 39 607    | -                         | 54,47 %      |              |              |
| Total inscrits : votants + abstentions (33 100) | 72 707    | -                         | 100,00 %     |              |              |

### 5ecirconscription(Mulhouse est, ouest, sud)
|                                               | Parti | Nom | Premier tour | Premier tour | Premier tour | Second tour | Second tour | Second tour |
| Voix                                          | Parti | Nom | %            | %            | Voix         | %           | %           |             |
| Voix                                          | Parti | Nom | Exprimés     | Inscrits     | Voix         | Exprimés    | Inscrits    |             |
| --------------------------------------------- | ----- | --- | ------------ | ------------ | ------------ | ----------- | ----------- | ----------- |
|                                               | UMP   | Arlette Grosskost, sortant                                                                                     | 0            | 00,00 %      | 00,00 %      | 0           | 00,00 %     | 00,00 %     |
|                                               | FN    | Patrick Binder, 39 ans, conseiller régional                                                                    | 0            | 00,00 %      | 00,00 %      | 0           | 00,00 %     | 00,00 %     |
|                                               | PS    | Pierre Freyburger, 55 ans, adjoint au maire de Mulhouse et conseiller général pour le Canton de Mulhouse-Ouest | 0            | 00,00 %      | 00,00 %      | 0           | 00,00 %     | 00,00 %     |
|                                               | MoDem | Éric Schweitzer                                                                                                | 0            | 00,00 %      | 00,00 %      | 0           | 00,00 %     | 00,00 %     |
|                                               | Verts | Djamila Sonzogni, conseillère régionale et conseillère municipale déléguée de Mulhouse                         | 0            | 00,00 %      | 00,00 %      | 0           | 00,00 %     | 00,00 %     |
|                                               | MRC   | Édouard Boeglin, 64 ans, conseiller municipal délégué de Mulhouse                                              | 0            | 00,00 %      | 00,00 %      | 0           | 00,00 %     | 00,00 %     |
|                                               | LO    | Julien Wostyn                                                                                                  | 0            | 00,00 %      | 00,00 %      | 0           | 00,00 %     | 00,00 %     |
|                                               | MEI   | Perrine Torrent                                                                                                | 0            | 00,00 %      | 00,00 %      | 0           | 00,00 %     | 00,00 %     |
|                                               | FA    | Fredéric Hubsch                                                                                                | 0            | 00,00 %      | 00,00 %      | 0           | 00,00 %     | 00,00 %     |
|                                               | MNR   | Pascal Hozhammer                                                                                               | 0            | 00,00 %      | 00,00 %      | 0           | 00,00 %     | 00,00 %     |
|                                               |       | Total exprimés                                                                                                 | 0            | -            | 00,00 %      |             |             |             |
| Total votants : exprimés + blancs ou nuls (0) | 0     | - | 55,95 %      |              |              |             |             |             |
| Total inscrits : votants + abstentions (0)    | 0     | - | 100,00 %     |              |              |             |             |             |

### 6ecirconscription(Illzach, Mulhouse-Nord, Wittenheim)
|                                               | Parti | Nom                                                                                   | Premier tour | Premier tour | Premier tour | Second tour | Second tour | Second tour |
| Voix                                          | Parti | Nom                                                                                   | %            | %            | Voix         | %           | %           |             |
| Voix                                          | Parti | Nom                                                                                   | Exprimés     | Inscrits     | Voix         | Exprimés    | Inscrits    |             |
| --------------------------------------------- | ----- | ------------------------------------------------------------------------------------- | ------------ | ------------ | ------------ | ----------- | ----------- | ----------- |
|                                               | NC    | Francis Hillmeyer, sortant Parti social libéral européen, ex-UDF et soutenu par l'UMP | 0            | 00,00 %      | 00,00 %      | 0           | 00,00 %     | 00,00 %     |
|                                               | PS    | Antoine Homé, 41 ans, conseiller régional, maire de Wittenheim                        | 0            | 00,00%       | 00,00%       | 0           | 00,00 %     | 00,00 %     |
|                                               | MoDem | Raphaëlle Vaginay                                                                     | 0            | 00,00 %      | 00,00 %      | 0           | 00,00 %     | 00,00 %     |
|                                               | FN    | Martine Binder, 39 ans, conseiller régional                                           | 0            | 00,00 %      | 00,00 %      | 0           | 00,00 %     | 00,00 %     |
|                                               | PRG   | Carole Ecoffet, 39 ans, conseillère municipale déléguée de Mulhouse                   | 0            | 00,00 %      | 00,00 %      | 0           | 00,00 %     | 00,00 %     |
|                                               | Verts | Cléo Schweitzer, conseillère municipale de Mulhouse                                   | 0            | 00,00 %      | 00,00 %      | 0           | 00,00 %     | 00,00 %     |
|                                               | LO    | Camille Bailly                                                                        | 0            | 00,00 %      | 00,00 %      | 0           | 00,00 %     | 00,00 %     |
|                                               | MEI   | Jean Bitterlin, 57 ans                                                                | 0            | 00,00 %      | 00,00 %      | 0           | 00,00 %     | 00,00 %     |
|                                               | FA    | Gilles Bastos                                                                         | 0            | 00,00 %      | 00,00 %      | 0           | 00,00 %     | 00,00 %     |
|                                               | MNR   | Hélène Jakobi                                                                         | 0            | 00,00 %      | 00,00 %      | 0           | 00,00 %     | 00,00 %     |
|                                               |       | Total exprimés                                                                        | 0            | -            | 00,00 %      |             |             |             |
| Total votants : exprimés + blancs ou nuls (0) | 0     | -                                                                                     | 55,95 %      |              |              |             |             |             |
| Total inscrits : votants + abstentions (0)    | 0     | -                                                                                     | 100,00 %     |              |              |             |             |             |

### 7ecirconscription(Cernay, Ensisheim, Guebwiller, Soultz-Haut-Rhin)
|                                                 | Parti  | Nom                                                                                 | Premier tour | Premier tour | Premier tour |
| Voix                                            | Parti  | Nom                                                                                 | %            | %            |              |
| Voix                                            | Parti  | Nom                                                                                 | Exprimés     | Inscrits     |              |
| ----------------------------------------------- | ------ | ----------------------------------------------------------------------------------- | ------------ | ------------ | ------------ |
|                                                 | UMP    | Michel Sordi, sortant                                                               | 22 904       | 54,27 %      | 29,72 %      |
|                                                 | PS     | Catherine Hoffarth , 43 ans, conseillère municipale d'opposition d'Ensisheim        | 6 017        | 14,26 %      | 7,81 %       |
|                                                 | Verts  | Jacques Muller, 53ans, maire de Wattwiller                                          | 3 330        | 7,89 %       | 4,32 %       |
|                                                 | MoDem  | Anne Dehestru, conseillère municipale de Guebwiller, présidente de la PEEP d'Alsace | 3 309        | 7,84 %       | 4,29 %       |
|                                                 | FN     | José Sanjuan                                                                        | 2 906        | 6,89 %       | 3,77 %       |
|                                                 | PCF    | Nadia Peter-Lantz                                                                   | 768          | 1,82 %       | 1 %          |
|                                                 | LCR    | Laurent Cusey                                                                       | 672          | 1,59 %       | 0,87 %       |
|                                                 | MEI    | Claudine François-Wilser                                                            | 633          | 1,50 %       | 0,82 %       |
|                                                 | LO     | Aimé Sense                                                                          | 489          | 1,16 %       | 0,63 %       |
|                                                 | FA     | Daniel Weber                                                                        | 451          | 1,07 %       | ,59 %        |
|                                                 | MPF    | François Herzog                                                                     | 389          | 0,92 %       | 0,50 %       |
|                                                 | MNR    | Amaury Blochet                                                                      | 338          | 0,80 %       | 0,44 %       |
|                                                 |        | Total exprimés                                                                      | 42 206       | -            | 54,76 %      |
| Total votants : exprimés + blancs ou nuls (917) | 43 123 | -                                                                                   | 55,95 %      |              |              |
| Total inscrits : votants + abstentions (33955)  | 77 078 | -                                                                                   | 100,00 %     |              |              |